# Річія Фроста
Річія Фроста (Riccia frostii) — вид печіночників родини річієвих (Ricciaceae).

## Поширення
Зареєстрований у Європі й Північній Америці.